# Xã Pelan, Quận Kittson, Minnesota
Xã Pelan (tiếng Anh: Pelan Township) là một xã thuộc quận Kittson, tiểu bang Minnesota, Hoa Kỳ. Năm 2010, dân số của xã này là 45 người.